# Układ kostny człowieka

Szkielet dorosłej kobiety.

Szkielet dorosłej kobiety - widok z tyłu.

Kości czaszki człowieka

Widok kości czaszki z przodu

Szkielet, inaczej kościec lub układ kostny (łac. systema sceleti, skeleton-szkielet) – wszystkie kości składające się na ciało człowieka.
U dorosłego człowieka szkielet składa się z 206 kości – liczba ta jest większa u dzieci ze względu na wiele punktów kostnienia (według Reichera: około 270 u noworodka i 356 u 14-latka) i spada dopiero po połączeniu się np. trzonów z nasadami. U starszych ludzi kości może być mniej niż 206 ze względu na zrastanie kości czaszki. Średnia waga szkieletu to 10 kilogramów u kobiet i 12 kilogramów u mężczyzn.
Podstawowymi materiałami budulcowymi szkieletu człowieka są tkanka kostna oraz w mniejszym stopniu chrzęstna. Ze względu na budowę zewnętrzną kości podzielono na kilka grup:
- kości długie (łac. ossa longa), np. kości udowa, piszczelowa, strzałkowa, ramienna, promieniowa, łokciowa, obojczyk[2]
- kości płaskie (łac. ossa plana), np. kości czaszki, łopatka
- kości krótkie (łac. ossa brevia), np. kości nadgarstka i kości stępu
- kości pneumatyczne (łac. ossa pneumatica), np. kości czołowa, sitowa, klinowa, szczękowa
- kości różnokształtne (łac. ossa multiformia), np. kręgi kręgosłupa, kosteczki słuchowe
- kości heterotopowe (łac. ossa sesamoidea), np. rzepka, kość prącia

Warstwa zewnętrzna wszystkich kości zbudowana jest z istoty zbitej (łac. substantia compacta). Ponadto kości długie również w swoim trzonie (łac. corpus) zawierają istotę zbitą. Końce kości długich oraz wszystkie inne kości są wewnątrz zbudowane z istoty gąbczastej (łac. substantia spongiosa). Istota gąbczasta zbudowana jest z beleczek kostnych (łac. trabeculae osseae).
Szkielet człowieka można podzielić na dwie części. Pierwszą część stanowi szkielet osiowy, w którego skład wchodzą: czaszka, kręgosłup oraz żebra i mostek. Drugą część stanowi szkielet kończyn górnych oraz dolnych wraz z ich obręczami.
W skład szkieletu wchodzą:
- kości głowy
  - kości mózgoczaszki
    - kość czołowa
      - łuska kości czołowej
      - część oczodołowa
      - część nosowa
      - zatoki czołowe

    - kość ciemieniowa prawa i lewa
    - kość potyliczna
      - łuska kości potylicznej
      - część podstawna
      - dwie części boczne

    - kość skroniowa prawa i lewa
      - część skalista (piramida)
      - część łuskowa (łuska skroniowa)
      - część bębenkowa
      - część sutkowa

    - kość klinowa
    - kość sitowa
      - blaszka pionowa
      - blaszka sitowa

  - kości twarzoczaszki
    - kość nosowa
    - przegroda nosowa
      - lemiesz
      - blaszka pionowa kości sitowej

    - kość łzowa
    - kość sitowa
    - kość jarzmowa lewa i prawa
    - podniebienie kostne
    - szczęka (kość szczękowa)
      - wyrostek zębodołowy

    - żuchwa
      - trzon żuchwy
      - gałąź żuchwy
      - wyrostek dziobiasty
      - wyrostek kłykciowy

  - kosteczki słuchowe
    - młoteczek
    - kowadełko
    - strzemiączko

  - stawy:
    - staw skroniowo-żuchwowy

  - zobacz też:
    - szew
    - oczodół
    - ciemiączko
    - ciemiączko przednie
    - ząb
    - jama nosowa
- kości tułowia
  - kręgosłup: Liczba kręgów jest różna w zależności od przynależności systematycznej kręgowca. Człowiek ma 7 kręgów szyjnych, 12 kręgów piersiowych, 5 kręgów lędźwiowych, 5 kręgów krzyżowych i 4 do 5 kręgów ogonowych a więc, od 33 do 34 kręgów[3][4].

- -     - kręgi szyjne [A]
    - kręgi piersiowe [C] 
    - kręgi lędźwiowe [D]
    - kręgi krzyżowe [E]
    - kręgi guziczne (ogonowe); kość guziczna; [F]

  - klatka piersiowa
    - żebra
      - żebra wolne
      - żebra rzekome
      - żebra prawdziwe [K]
      - łuk żebrowy

    - mostek
      - rękojeść mostka
      - trzon mostka
      - wyrostek mieczykowaty

- - zobacz też:
    - krzywizna szyjna
    - krzywizna piersiowa
    - krzywizna lędźwiowa
    - krzywizna krzyżowo-guziczna
    - chrząstka żebrowa
- kości kończyny górnej
  - obręcz kończyny górnej
    - łopatki (łac. scapula) [L]
    - obojczyk (łac. clavicula) [B]

  - ramię [M]
    - kość ramienna

  - przedramię
    - kość promieniowa
    - kość łokciowa

  - ręka
    - nadgarstek
      - kość łódeczkowata
      - kość księżycowata
      - kość trójgraniasta
      - kość grochowata
      - kość czworoboczna większa
      - kość czworoboczna mniejsza
      - kość główkowata
      - kość haczykowata

    - kości śródręcza
    - palce (paliczki)
      - kciuk
      - palec wskaziciel
      - palec środkowy
      - palec obrączkowy
      - palec mały

  - stawy

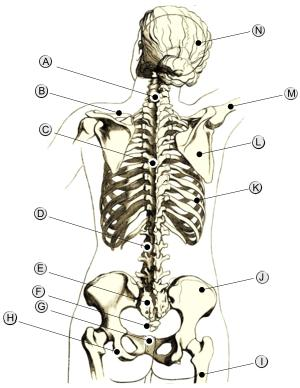
Kościec człowieka, schemat, widok od tyłu. Oznaczenia w tekście.

    - staw mostkowo-obojczykowy (łac. articulatio sternoclavicularis) – jedyny staw obręczy kończyny górnej, którym łączy się ona z pozostałą częścią szkieletu.
    - staw ramienny
    - staw łokciowy
    - staw promieniowo-nadgarstkowy

  - zobacz też:
    - wyniosłość nadgarstka promieniowa
    - wyniosłość nadgarstka łokciowa
    - kanał nadgarstka

- kości kończyny dolnej
  - obręcz kończyny dolnej
    - kość miedniczna (miednica) [J]
      - miednica większa
      - miednica mniejsza
      - kość biodrowa
      - kość kulszowa [H]
      - kość łonowa
      - spojenie łonowe [G]

  - kość udowa [I]
  - rzepka
  - goleń
    - kość piszczelowa
    - kość strzałkowa

  - stopa (kości stopy)
    - kości stępu
      - kość skokowa
      - kość piętowa
      - kość łódkowata
      - kości klinowate
      - kość sześcienna

    - kości śródstopia
    - kości palców
      - paluch

  - stawy:
    - staw krzyżowo-biodrowy
    - staw biodrowy
    - staw kolanowy
    - staw skokowo-goleniowy

  - zobacz też:
    - sklepienie stopy
    - podeszwa
    - płaskostopie